# Britt Huybrechts
Britt Huybrechts (Lommel, 8 februari 1999) is een Belgisch Vlaams-nationalistisch politica voor Vlaams Belang.

## Biografie
Huybrechts studeerde aan de Katholieke Universiteit Leuven, waar ze in 2021 een master in de geschiedenis, in 2022 een educatieve master in de cultuurwetenschappen en in 2023 een postgraduaat in het huwelijks- en procesrecht behaalde. Van 2021 tot 2023 werkte ze als leerkracht geschiedenis in het katholiek onderwijs.
Tijdens haar studentenperiode in Leuven was Huybrechts actief in het Katholiek Vlaams Hoogstudentenverbond (KVHV), waarvan ze in het academiejaar 2022-2023 preses was. Initieel militeerde ze op politiek vlak voor de N-VA en was ze voor deze partij in 2018 kandidaat bij de lokale verkiezingen in Leopoldsburg. Omdat ze de partij niet Vlaamsgezind genoeg vond, werd ze uiteindelijk actief bij Vlaams Belang. In 2024 ging ze aan de slag op de studiedienst van de partij en werd ze tevens politiek secretaris van de Vlaams Belang Jongeren.
Huybrechts was bij de federale verkiezingen van 9 juni 2024 lijsttrekker van Vlaams Belang in de kieskring Vlaams-Brabant en werd met 24.408 voorkeurstemmen verkozen in de Kamer van volksvertegenwoordigers. Ze werd er lid van de commissies Buitenlandse Betrekkingen en Mobiliteit, Overheidsbedrijven en Federale Instellingen. Sinds 2024 is ze tevens vast lid van de Parlementaire Vergadering van de Raad van Europa.
Bij de gemeenteraadsverkiezingen van 13 oktober 2024 werd Huybrechts met 779 voorkeurstemmen verkozen tot gemeenteraadslid in de stad Leuven.
Sinds januari 2025 is zij samen met Filip Brusselmans nationaal ondervoorzitter van het Vlaams Belang.